# Cetynia (Krowica Sama)
ll
Cetynia – część wsi Krowica Sama w Polsce, położona w województwie podkarpackim, w powiecie lubaczowskim, w gminie Lubaczów. Wchodzi w skład sołectwa Krowica Sama.
W latach 1975–1998 Cetynia administracyjnie należała do województwa przemyskiego.
Wierni Kościoła rzymskokatolickiego należą do parafii Przemienienia Pańskiego w Krowicy Samej.